# Artem Dovbyk
Artěm Oleksandrovyč Dovbyk (* 21. června 1997 Čerkasy) je ukrajinský profesionální fotbalista, který hraje na pozici útočníka za italský klub AS Řím a za ukrajinskou fotbalovou reprezentaci.

## Osobní život
Narodil se v městě Čerkasy, kde absolvoval Čerkaskou národní univerzitu Bohdana Chmelnického. Vystudoval zde Ústav tělesné kultury, sportu a zdraví.

## Klubová kariéra
Artěm Dovbyk začal hrát fotbal ve svém rodném městě Čerkasech. Přitom pokračoval ve studiu na místní fotbalové akademii, kde byl jeho prvním trenérem Alexej Jakovlevič Blocha. Později pokračoval v práci s dalším mentorem – Serhijem Ivanovičem Serhijenkem. Jako člen týmu své sportovní školy se účastnil Dětské a mládežnické fotbalové ligy na Ukrajině. V roce 2013 dostal pozvánku do mládežnického týmu Metalist Charkov, ale během tréninkového kempu utrpěl zranění kolena a nakonec se vrátil do Čerkas.

### FK Čerkaščina
Dne 27. července 2014 Dovbyk podepsal smlouvu s klubem FK Čerkaščina, který hrál ve 2. ukrajinské lize. V zápase 12. kola nastoupil jako náhradník tři minuty před přestávkou proti Arsenalu-Kyjivščyně a do konce poločasu dokázal dvakrát skórovat. Ve druhé půli dokončil svůj první hattrick v dospělém fotbale, přičemž také asistoval. Produktivní hra sedmnáctiletého fotbalisty nezůstala bez povšimnutí skautů klubů Premjer-lihy. Po skončení podzimní části soutěže Dovbyk jednal s Dynamem Kyjev, ale dohody s týmem nebylo dosaženo a útočník hrál za FK Čerkaščina až do konce sezóny.

### FK Dnipro a FC Zaria Bălți
V létě roku 2015 Dovbyk podepsal smlouvu na jeden rok s FK Dnipro Dněpropetrovsk, později přejmenovaném na FK Dnipro. S A týmem odjel na soustředění v Nizozemsku, ale na začátku ligy trenér Dnipra Myron Markevič důvěřoval zkušenějším hráčům a legionářům a 18letý útočník tak hrál za dorost. Za A mužstvo hrál pouze v pohárovém zápase proti FK Olimpik Doněck. Druhou část sezóny nakonec strávil na hostování v Moldavsku v FC Zaria Bălți, kde získal Moldavský pohár. Po sezóně se vrátil do FK Dnipro, který ovšem začal mít finanční problémy. V sezóně 2016/17 se během několik měsíců stal jedním z nejlepších hráčů ligy a nejlepším mladým hráčem UPL, ale i přes jeho brilantní výkony FK Dnipro poprvé v historii sestoupilo z ukrajinské nejvyšší soutěže, a to přímo do třetí ligy (do značné míry kvůli odečtení bodů za neplacení dluhů bývalému trenérskému týmu, který vedl Juande Ramos). FIFA klub za stejné dluhy později přiřadila do čtvrté ligy. Na konci sezóny 2016/17 Dovbyk klub opustil.

### FC Midtjylland a SønderjyskE Fodbold
31. ledna 2018 Dovbyk podepsal smlouvu s dánským FC Midtjylland. Za půl sezóny stihl odehrát 10 zápasů a vstřelit 1 gól a stal se mistrem Dánska. Následující rok však přišel o místo v základní sestavě, kvůli čemuž odešel 2. září 2019 na hostování do jiného místního klubu – SønderjyskE Fodbold (do konce sezóny 2019/20), se kterým získal dánský pohár. Dovbyk odehrál za tento tým 18 zápasů a vstřelil 2 góly v lize, 5 zápasů a 2 góly v dánském poháru, a 5 zápasů a 3 góly v juniorské lize.

### Dnipro-1
V létě roku 2020 se Artem vrátil na Ukrajinu a podepsal smlouvu s SC Dnipro-1, neoficiálním následovníkem jeho bývalého klubu FK Dnipro, který byl v roce 2019 kvůli finančním problémum rozpuštěn.

### Girona FC
V létě 2023 se přesunul za 7,8 mil. Eur do španělské Girony FC. Tam se mu velmi dařilo. Za 36 utkání v La Lize dal 24 gólů a stal se tak nejlepším střelcem celé ligy. I díky jemu se Girona umístila na 3. místě a zajistila si tak poprvé v historii účast v Lize Mistrů. 

### AS Roma
V létě 2024 přestoupil do italského AS Roma za 30,5 mil. Eur.

## Reprezentační kariéra
V roce 2015 odehrál 2 zápasy za národní tým Ukrajiny do 18 let.
23. května Dovbyk poprvé dostal pozvánku do národního týmu Ukrajiny. Ukrajinská fotbalová reprezentace jej povolala na přípravný zápas proti národnímu týmu Malty a kvalifikační zápas na Mistrovství světa 2018 proti Finsku, ale ani v jednom zápase nenastoupil. Později byl povolán na další kvalifikační zápas na Mistrovství světa v roce 2018 proti Islandu, ale ani tentokrát nedebutoval. Místo toho v letech 2016–2018 hrál za výběr do 21 let, který se účastnil neúspěšné kvalifikace na Mistrovství Evropy v letech 2017 a 2019.

### Euro 2020
Dne 29. června 2021 Dovbyk debutoval na EURO 2020 jako náhradník za Andrije Jarmolenka v prodloužení osmifinále proti Švédsku. V prodloužení dokázal Dovbyk zúročit přihrávku Olexandra Zinčenka a gólem Ukrajině zajistil poprvé v historii postup do čtvrtfinále Mistrovství Evropy. Branka v čase 120:37 byla druhou nejpozději vstřelenou brankou v dějinách Eura. Rekord dosud drží Turek Semih Sentürk, který v roce 2008 vstřelil branku Chorvatům po 121 minutách a jedné vteřině. Dovbyk se zároveň stal nejmladším střelcem gólu v historii ukrajinského národního týmu na mistrovství Evropy.

### Euro 2024
Ukrajina byla ve skupině E favoritem na postup. Po prvním zápase, kdy nečekaně prohráli s Rumunskem 3:0, se situace zkomplikovala. V dalším zápase proti Slovensku byl Dovbyk za stavu 1:1 vystřídán v 67. minutě Romanem Jaremčukem, který následně v 80. minutě zápas otočil na konečných 2:1. V posledním skupinovém zápase proti Belgii odehrál i přes žlutou kartu celý zápas. Ten skončil bezgólovou remízu a Ukrajina za 3 zápasy získala 4 body. Naneštěstí pro Ukrajinu, všechny týmy skončily se stejným počtem bodů a pro nejhorší gólový rozdíl skončila Ukrajina na posledním místě tabulky.

## Úspěchy

### Klubové
- Vítěz Moldavského poháru (1x): FC Zaria Bălți: 2015/16
- Šampion Dánska (1x): FC Midtjylland: 2017/18
- Vítěz dánského poháru (2x): FC Midtjylland: 2018/19, SønderjyskE Fodbold: 2019/20

### Individuální
- Vyhlášen jako nejlepší střelec Ukrajinského poháru: 2020/21 (4 góly)
- Vyhlášen jako nejlepší střelec La Ligy: 2023/24 (24 gólů)